# Gorenja vas, Zagorje ob Savi
Gorenja vas je naselje pod Kumom v Občini Zagorje ob Savi.